# Террітаун (Луїзіана)
Террітаун (англ. Terrytown) — переписна місцевість (CDP) в США, в окрузі Джефферсон штату Луїзіана. Населення — 25 278 осіб (2020).

## Географія
Террітаун розташований за координатами 29°54′9″ пн. ш. 90°1′41″ зх. д. / 29.90250° пн. ш. 90.02806° зх. д. (29.902462, -90.028139).  За даними Бюро перепису населення США в 2010 році переписна місцевість мала площу 9,64 км², з яких 9,52 км² — суходіл та 0,12 км² — водойми.

## Демографія
Згідно з переписом 2010 року, у переписній місцевості мешкало 23 319 осіб у 8384 домогосподарствах у складі 5917 родин. Густота населення становила 2420 осіб/км².  Було 9401 помешкання (976/км²).
Расовий склад населення:
| - 44,8 % — білих - 39,8 % — чорних або афроамериканців - 4,1 % — азіатів - 0,4 % — корінних американців - 0,1 % — вихідців з тихоокеанських островів - 8,0 % — осіб інших рас |

До двох чи більше рас належало 2,9 %. Частка іспаномовних становила 17,4 % від усіх жителів.
За віковим діапазоном населення розподілялося таким чином: 26,9 % — особи молодші 18 років, 63,0 % — особи у віці 18—64 років, 10,1 % — особи у віці 65 років та старші. Медіана віку мешканця становила 32,7 року. На 100 осіб жіночої статі у переписній місцевості припадало 93,1 чоловіків;  на 100 жінок у віці від 18 років та старших — 91,9 чоловіків також старших 18 років.
Середній дохід на одне домашнє господарство  становив 58 552 долари США (медіана — 43 363), а середній дохід на одну сім'ю — 64 186 доларів (медіана — 50 321). Медіана доходів становила 37 286 доларів для чоловіків та 35 686 доларів для жінок. За межею бідності перебувало 24,5 % осіб, у тому числі 39,4 % дітей у віці до 18 років та 6,1 % осіб у віці 65 років та старших.
Цивільне працевлаштоване населення становило 12 241 особа. Основні галузі зайнятості: освіта, охорона здоров'я та соціальна допомога — 18,8 %, будівництво — 13,5 %, мистецтво, розваги та відпочинок — 13,3 %.